# Orimarga brevistylata
Orimarga brevistylata är en tvåvingeart som beskrevs av Alexander 1966. Orimarga brevistylata ingår i släktet Orimarga och familjen småharkrankar. Inga underarter finns listade i Catalogue of Life.